# Final da Copa América de 2004
A Final da Copa América de 2004 foi a decisão da 41ª Copa América. Foi realizada em 25 de julho de 2004, pela primeira vez em Lima. 
Esta foi a quinta final do Brasil (vencendo as duas anteriores). Enquanto isso, foi a segunda da Argentina (vencedora uma vez).
Carlos Amarilla foi o árbitro do jogo final. Ele apitou mais dois jogos nas fases anteriores do torneio, ambos envolvendo a Argentina. Primeiro contra o Equador na primeira rodada e Peru nas quartas de final.
O Brasil sagrou-se campeão após empatar com o rival por 2 a 2 no tempo normal, com gols de Kily González e Delgado para a Argentina e Luisão e Adriano para o Brasil, e venceu nos pênaltis por 4 a 2, conquistando assim o seu sétimo título da competição.

## Detalhes da partida
| 25 de julho             | Argentina                              | 2 – 2     | Brasil                     | Estádio Nacional, Lima              |
| 16:00 (UTC−3) Histórico | Kily González 20' (pen.) · Delgado 87' | Relatório | 45' Luisão · 90+3' Adriano | Árbitro: PAR Carlos Amarilla (FIFA) |

|                                       |     | Penalidades            |  |
| D'Alessandro Heinze K. González Sorín | 2–4 | Adriano Edu Diego Juan |  |

| Argentina | Brasil |

| GL             | 1  | Abbondanzieri  |     |     |
| ZA             | 6  | Heinze         |     |     |
| ZA             | 2  | Ayala          |     |     |
| ZA             | 22 | Coloccini      |     |     |
| Ala            | 8  | Zanetti        |     |     |
| VL             | 5  | Mascherano     | 72' |     |
| MC             | 16 | Lucho González |     | 75' |
| MC             | 18 | Kily González  |     |     |
| Ala            | 3  | Sorín          | 25' |     |
| AT             | 11 | Tévez          |     | 90' |
| AT             | 21 | Rosales        |     | 64' |
| Reservas:      |    |                |     |     |
| GL             | 12 | Cavallero      |     |     |
| ZA             | 4  | Quiroga        |     | 90' |
| LE             | 13 | Placente       |     |     |
| MC             | 10 | D'Alessandro   |     | 75' |
| AT             | 7  | Saviola        |     |     |
| AT             | 9  | Figueroa       |     |     |
| AT             | 19 | Delgado        |     | 64' |
| Treinador:     |    |                |     |     |
| Marcelo Bielsa |    |                |     |     |

| GL         | 1  | Júlio César      | 51' |     |
| LD         | 13 | Maicon           |     |     |
| ZA         | 3  | Luisão           | 58' | 82' |
| ZA         | 4  | Juan             |     |     |
| LE         | 6  | Gustavo Nery     |     |     |
| VL         | 8  | Kléberson        |     | 55' |
| VL         | 5  | Renato           |     |     |
| MC         | 11 | Edu              | 38' |     |
| MC         | 10 | Alex             |     | 63' |
| AT         | 9  | Luís Fabiano     |     |     |
| AT         | 7  | Adriano          |     |     |
| Reservas:  |    |                  |     |     |
| GL         | 12 | Fábio            |     |     |
| ZA         | 15 | Cris             |     | 82' |
| LD         | 2  | Mancini          |     |     |
| MC         | 18 | Júlio Baptista   |     |     |
| MC         | 19 | Diego            |     | 55' |
| MC         | 20 | Felipe           |     | 63' |
| AT         | 21 | Ricardo Oliveira |     |     |
| Treinador: |    |                  |     |     |
| Parreira   |    |                  |     |     |

## Premiação
| Copa América de 2004       |
| Brasil                     |
| -------------------------- |
| BRASIL Campeão (7º título) |